# Schildvulkan

Hawaiischer Eruptionstyp im Schema: typische Schildvulkaneruption

Ein Schildvulkan ist eine besondere Form eines Vulkans. Die Bezeichnung kommt von der schildartig aufgewölbten Form dieses Vulkantyps.

## Entstehung

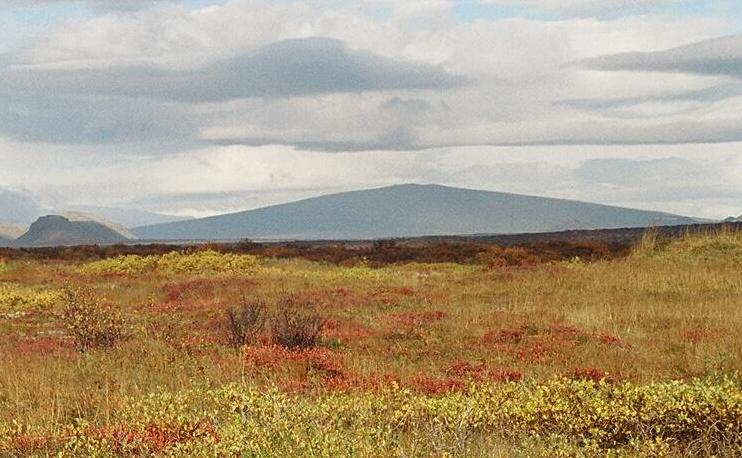
Der Skjaldbreiður im Þingvellir auf Island, ein typischer Schildvulkan, wie schon sein Name sagt („breiter Schild“)

Die Ursache für die typische Form ist das Ausfließen sehr dünnflüssiger und damit schnell fließender, gasarmer Lava. Diese ist üblicherweise von basaltischer Zusammensetzung und enthält meist weniger als 52 % Siliciumdioxid (SiO2). Beim Ausfließen ist sie ca. 1000 °C bis 1250 °C heiß. Entstehungsort des geförderten Magmas ist der obere Erdmantel. Die Böschungswinkel von Schildvulkanen betragen aufgrund der hohen Fließgeschwindigkeit der Lava (bis zu 60 km/h) nur etwa 5°, das heißt, es handelt sich durchweg um sehr flach abfallende, dafür ausgedehnte Kegel. Schildvulkane werden entsprechend ihrem Eruptionsverhalten auch als „rote Vulkane“ bezeichnet. Sie fördern gigantische Massen dünnflüssiger („rotglühender“) Lava, die effusiv austreten und sich auch bei flachen Hangneigungen weit ausbreiten können. Schildvulkane sind deshalb nicht ausgeprägt erhaben. Das Verhältnis zwischen Höhe und Fußdurchmesser beträgt meistens nur 1:20 bis 1:10.

## Vorkommen

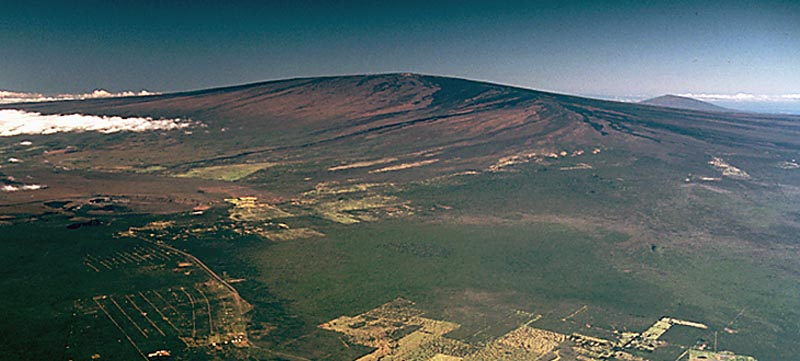
Mauna Loa

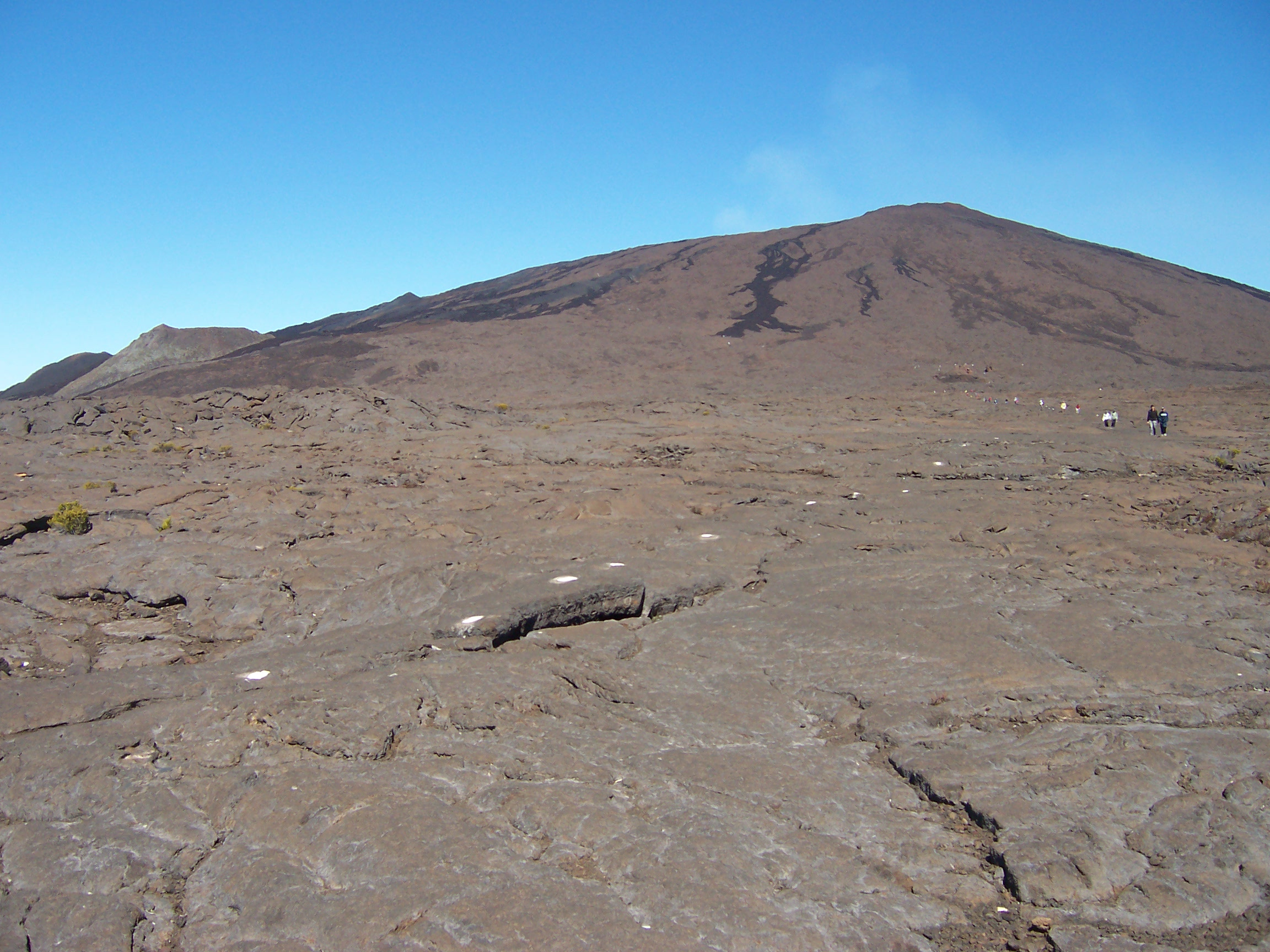
Piton de la Fournaise

Die meisten Schildvulkane befinden sich innerhalb der Lithosphärenplatten über Hotspots (Beispiel Hawaii) sowie an auseinanderdriftenden Plattenrändern auf den Mittelozeanischen Rücken (Beispiel Island) oder an Riftzonen wie dem Ostafrikanischen Graben. Von den weltweit 1500 aktiven Vulkanen sind 180 Schildvulkane.
Einer der bekanntesten Schildvulkane ist der Mauna Loa auf Hawaii, der größte der fast vollständig unterseeische Pūhāhonu mit einem Volumen von etwa 148.000 km³. Die Schildvulkane, die zum Aufbau der Hawaii-Inseln geführt haben, sind damit die größten Vulkane der Erde.
Weitere aktive Schildvulkane befinden sich auf La Réunion, z. B. der Vulkan Piton de la Fournaise.
Der größte bekannte Schildvulkan und zugleich der höchste Berg des Sonnensystems ist der Olympus Mons auf dem Planeten Mars, mit einer Höhe von 26 Kilometern über der ihn umgebenden Tiefebene.